# Vincenzo Gallo Arcuri
Vincenzo Gallo Arcuri (Rocca di Neto, 3 maggio 1826 – Rocca di Neto, 7 febbraio 1873) è stato un poeta, patriota e rivoluzionario italiano che partecipò insieme all'amico Domenico Mauro ai moti rivoluzionari del 1848.

## Biografia
Vincenzo Gallo Arcuri nacque a Rocca di Neto il 3 maggio 1826 da padre rocchitano e madre strongolese. Visse gli anni della sua giovinezza a Strongoli e, all'età di sette anni, insieme al fratello Domenico venne avviato all'educazione da uno zio di Santa Severina, che a quel tempo era canonico della basilica. Entrambi proseguirono il percorso educativo entrando in seminario e divenendo allievi dei sacerdoti umanisti Nicola e Giuseppe Mairota, entrambi chiamati dall'arcivescovo Lodovico de Gallo ad insegnare Lettere e Filosofia.
Vincenzo proseguì gli studi a Napoli dove, nel 1845, cominciò a pubblicare un racconto di versi in terza rima dal titolo La schiava greca; l'anno successivo pubblicò anche la novella in otto canti Anselmo e Sofia (che De Sanctis definì «l'epilogo del Romanticismo calabrese»), anch'essi in terza rima. In seguito prese parte ai movimenti politici del 1847, venendo così arrestato e messo in prigione; vi rimase fino al 24 gennaio 1848, giorno della sua scarcerazione in quanto beneficiario dell'amnistia generale per reati politici nei confronti del re borbone Ferdinando II.
Il 15 maggio 1848 fu tra i rivoluzionari che parteciparono alla cosiddetta Primavera dei popoli. Fece poi ritorno dalla sua famiglia a Rocca di Neto, in quanto ricercato dalla polizia borbonica, ma in seguito fu costretto a fuggire di paese in paese finché fu completamente assolto nel 1856.
Nel 1861, anno della proclamazione dell'Unità d'Italia, venne nominato Ispettore scolastico per il Circondario di Cotrone e professore di Italiano e Pedagogia nella Scuola Normale di Catanzaro, di cui ne divenne anche Direttore.
Nel 1870 pubblicò la tragedia in versi Vannetta Orseolo, dedicata alla città di Firenze.
Vincenzo Gallo Arcuri si spense nella sua Rocca di Neto il 7 febbraio 1873.

## Opere
- La schiava greca, racconto di versi in terza rima (1845);
- Anselmo e Sofia, novella in otto canti (1846);
- Le lettere e la libertà, versi (1864);
- A Venezia, versi (1866);
- Versi (1866);
- Vannetta Orseolo, tragedia in versi (1870).

### Opere postume
- La vita e la scienza del fine, saggio (1874);
- Novella calabrese, novella (1913);
- Esame della leggenda: Giovanni Boccaccio e Maria D'Angiò, saggio (1920).